# Іван Бугаєвський-Благодарний

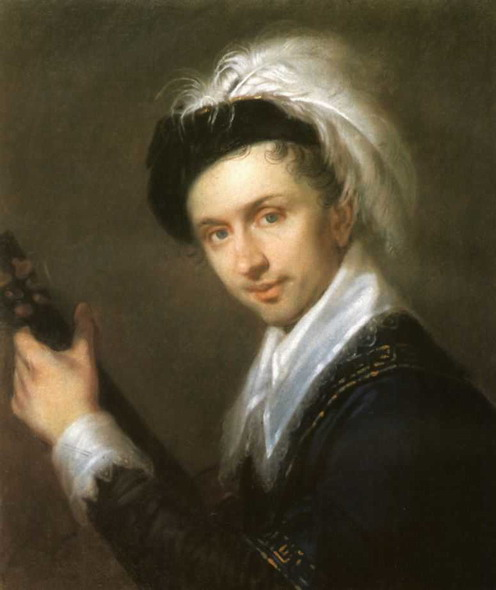
Портрет роботи Олексія Венеціанова

Іван Васильович (Семенович-?) Бугаєвський-Благодарний (29 серпня 1773, Київ —12 квітня 1860, Санкт-Петербург) — видатний український художник-портретист. Академік живопису. Учень Дмитра Левицького.

## Життєпис
Народився у сім'ї міщанина.
У 1779–1794 роках навчався в Імператорській Академії мистецтв під керівництвом викладача портретного живописного класу професора Степана Щукіна, викладача історичного живопису Григорія Угрюмова.

## Творчість
Автор останнього прижиттєвого портрета художника В. Л. Боровиковського (1825).